# Orlando de Carvalho
Orlando Alves Pereira de Carvalho, também conhecido como Orlando Carvalho, GCL (Santa Marinha do Zêzere, Baião, 1 de Dezembro de 1926 - Santa Marinha do Zêzere, 2000) foi um professor de direito e escritor português.

## Biografia
Nasceu em 1926, na freguesia de Santa Marinha do Zêzere, no concelho de Baião. Em 1943 foi estudar para Coimbra, onde concluiu com grande sucesso as licenciaturas em ciências Histórico-Jurídicas e Político-Económicas. Terminou o seu doutoramento em 1968, com a dissertação Critério e Estrutura do Estabelecimento Comercial: O problema da empresa como objeto de negócios.
Teve uma carreira destacada como professor na Faculdade de Direito da Universidade de Coimbra, sendo conhecido pelo seu rigor nas avaliações. Em 1948 começou a trabalhar no Grupo de Ciências Políticas como assistente, mas foi afastado logo no ano seguinte devido aos seus ideais políticos, uma vez que tinha colaborado na campanha presidencial de campanha presidencial de Norton de Matos. A Faculdade conseguiu pressionar o governo no sentido de o reintegrar no seu corpo docente, tendo voltado a exercer em 1950. Porém, apenas cerca de uma década depois, em 1961, foi preso pela polícia política, alegadamente devido à sua «influência deletéria junto da academia de Coimbra», e no ano seguinte acusaram-no de ser membro das Juntas de Acção Patriótica, embora em ambos os casos tenha sido posto em liberdade devido à falta de provas. Também teve um papel destacado durante a Crise Académica de 1969, quando fez parte de um grupo de professores que participaram numa assembleia geral de estudantes, após a prisão de Alberto Martins e de outros alunos que tinham pretendido para falar com Américo Tomás sobre o clima de descontentamento que então se vivia.
Suspendeu a sua carreira como professor na sequência da Revolução de 25 de Abril de 1974, tendo sido convidado a ocupar o posto de Secretário de Estado da Reforma Educativa, como parte do I Governo Provisório. Regressou depois a Coimbra, onde se tornou professor catedrático em 1977. Em 1978 passou a titular da cátedra de Teoria Geral do Direito Civil, sucedendo a Manuel de Andrade. Ao longo da década de 1980 foi responsável pelas principais cadeiras do curso de direito na Universidade, tendo influenciado várias gerações de profissionais juristas.
Em 1986 colaborou na candidatura de Francisco Salgado Zenha à presidência da república, e em 1996 na de Jorge Sampaio. Exerceu igualmente funções políticas no seu concelho natal, tendo em 1976 sido eleito como membro da Assembleia Municipal de Baião, como independente, fazendo parte das listas da coligação Aliança Povo Unido. Em 1997 esteve à frente da Comissão de Honra da candidatura do Partido Socialista à Câmara Municipal de Baião, embora também como independente.
Publicou vários livros ao longo da sua carreira, destacando-se as obras A Teoria Geral da Relação Jurídica: seu sentido e limites, Direito Comercial e O Ónus da Arguição. Escreveu igualmente vários poemas, que foram coligidos no livro Sobre a Noite e a Vida.
Faleceu no dia 26 de Março de 2000, em Santa Marinha do Zêzere. Na sessão de 30 de Março da Assembleia da República, foi emitido um voto de pesar onde se realçou a sua carreira como professor na Universidade de Coimbra, onde «deixou a marca da sua forte personalidade, do seu profundo saber, da sua exigência e do seu rigor em sucessivas gerações de estudantes» e «viveu para a investigação e a docência do direito comercial e civil, ciência em que atingiu o mais alto nível nacional e internacional» tendo-se acrescentado que «desde os seus tempos de estudante, um homem de ideias, convicções e causas, a que emprestou a fogosidade da sua oratória e o dinamismo do seu empenhamento cívico e político».
Em 1997, foi condecorado com o grau de grã-cruz da Ordem da Liberdade. Em sua homenagem, em 2012 foi criado o Centro de Estudos e Documentação do Doutor Orlando Carvalho, como parte dos Serviços Municipais de Santa Marinha do Zêzere.

## Obras publicadas
- Direito das Coisas
- Direito das Coisas - Do Direito das Coisas em Geral
- Direito das Empresas
- Escritos - Páginas de Criação I
- Escritos - Páginas de Direito I
- Escritos - Páginas de Direito II
- Escritos - Páginas de Intervenção I
- Teoria Geral do Direito Civil